# 亚胺酯

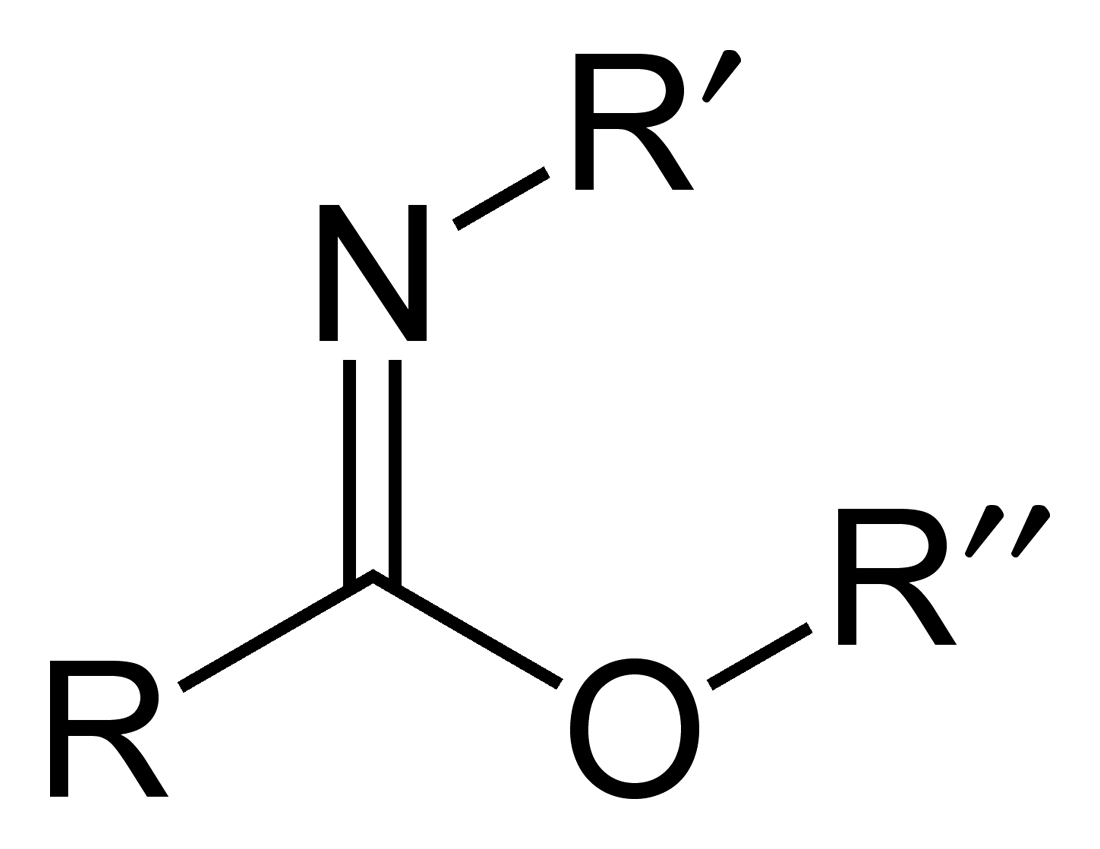
羧亚胺酯结构

亚胺酯是一类含有R1C(=NR2)OR3结构的有机化合物，可以看作是亚胺酸R1C(=NR2)OH与醇所形成的酯。有时也称作羧酸亚胺酯（carboximidate）或亚胺醚（imino ether），也可以看作是亚胺的衍生物。

## 合成
亚胺酯有多种合成路线，但通常使用Pinner反应合成，该反应的原料是腈和醇：

Pinner反应机理

以此反应合成的亚胺酯以盐酸盐形式存在，此类物质也被称为Pinner盐。此外，Mumm重排反应和Overman重排反应中都存在亚胺酯中间体。

## 亚胺酯阴离子
酰胺或亚胺酯阴离子是酰胺或亚胺酯去质子化形成的离子，由于酰胺和亚胺酯互为互变异构体，因此二者形成的阴离子是相同的。虽然结构上相同，但在作为金属配合物的配体时，仍会根据其与金属中心结合的位置来区别命名，即与O键合时视作亚胺酯配体（imidate）命名，与N结合时视作酰胺配体（amidate）命名。

## 反应
亚胺酯是亲电试剂，能发生亲电加成，亚胺酯上取代基种类会影响反应性，例如脂肪族亚胺酯的反应速度快于芳香族亚胺酯。亚胺酯可以水解得到相应的酯，也可以氨解得到对应的脒。脂肪族亚胺酯在酸催化下与过量醇反应会得到原酸酯RC(OR)3，芳香族的原酸酯比较难得到，但仍有可行性。

### Chapman重排
芳基亚胺酯受热重排为酰胺的反应称为Chapman重排，该反应会形成1,3-氧杂吖丁结构的中间体，然后重排成酰胺。反应以首先进行描述的Arthur William Chapman来命名，概念上类似于Newman-Kwart重排。

### 保护基团

三氯乙亚胺苄酯

亚胺酯可作为醇的保护基，例如，苯甲醇与三氯乙腈在碱催化下得到三氯乙亚胺酯，此物质对醋酸盐和叔丁基二甲基硅基有正交（保护）稳定性，可以被酸水解去除。